# Royal Louis (1668)
Pour les autres navires du même nom, voir Royal Louis.
Le Royal Louis est le premier exemplaire d'une série de six vaisseaux de ligne de premier rang de la Marine royale française. Il sert de vaisseau amiral à la flotte du Levant basée à Toulon jusqu'à son remplacement par le deuxième Royal Louis à la fin 1692.

## Construction
Il est construit au chantier naval de Toulon entre 1666 et 1670 sous la direction de Rodolphe Gédéon, un constructeur recruté en Hollande par Colbert comme « maître charpentier entretenu pour la fabrique, la construction et le radoub de Sa Majesté ». Selon l'intendant La Guette, il s'agit à cette époque du « meilleur bâtisseur de vaisseaux au monde ». Rodolphe Gédéon est secondé dans sa tâche par Laurent Coulomb. C'est un trois-ponts qui embarque un équipage de 800 hommes et sert par la suite de navire amiral à la flotte française en Méditerranée. 

## Un court service dans la Marine royale
Le bâtiment, qui fait partie de la première vague de construction des années 1660, doit servir à affirmer de la gloire du jeune Louis XIV. Richement décoré, il porte pour devise « je suis l'unique dessus l'onde et mon Roy l'est dans le monde ». Selon l'intendant de Toulon, c'est « un machine merveilleuse qui attire les yeux de chacun et qui excite la curiosité de tous ». Le navire pourtant, n'est pas une réussite et témoigne des tâtonnements des chantiers navals français qui manquent encore d'expérience. Lors de sa visite à Toulon en 1683, l'ingénieur naval anglais Edmund Dummer décrit sévèrement le Royal Louis : c'est « un navire grand et glorieux dans sa première sculpture, sans doute ; mais à mon avis il n'est pas à la bonne proportion, ni de bonne fabrication, j'ignore sa ligne sous l'eau, mais ce qui est au-dessus ne doit être admiré ». La carrière du grand trois-ponts sera donc limitée, même s'il est commandé un temps par Abraham Duquesne, à la fin de la guerre de Hollande (1677). Il est vendu et démantelé en 1690.

## Sources et bibliographie
- Hayet, Description du vaisseau le « Royal Louis » : Dédiée à messire Pierre Arnoul, conseiller du Roy en ses Conseils, intendant général de la Marine de Levant, Marseille, Charles Brebion, 1677 (lire en ligne).
- Gazette des beaux-arts : Courrier Européen de l'art et de la curiosité, vol. 25, Paris, Impr. de J. Claye, 1868 (lire en ligne), partie 2, p. 347-352.
- Eugen Rickenbacher, Über den Wellen bin ich einzigartig. Das Skulpturenprogramm am Heck der Royal Louis (1668), Berlin/Munich, Deutscher Kunstverlag, 2013 (Passerelles, 12), 184 p.
- Michel Vergé-Franceschi (dir.), Dictionnaire d'histoire maritime, Paris, éditions Robert Laffont, coll. « collection Bouquins », 2002, 1508 p. (ISBN 2-221-08751-8).
- Jean Meyer et Martine Acerra, Histoire de la marine française : des origines à nos jours, Rennes, éditions Ouest-France, 1994, 427 p. (ISBN 2-7373-1129-2).
- Alain Boulaire, La Marine française : De la Royale de Richelieu aux missions d'aujourd'hui, Quimper, éditions Palantines, 2011, 383 p. (ISBN 978-2-35678-056-0)
- Lucien Bély (dir.), Dictionnaire Louis XIV, éditions Robert Laffont, coll. « Bouquins », 2015, 1405 p. (ISBN 978-2-221-12482-6)
- Rémi Monaque, Une histoire de la marine de guerre française, Paris, éditions Perrin, 2016, 526 p. (ISBN 978-2-262-03715-4)
- Charles La Roncière, Histoire de la Marine française : La Guerre de Trente Ans, Colbert, t. 5, Paris, Plon, 1920, 822 p. (lire en ligne)
- Charles La Roncière, Histoire de la Marine française : La crépuscule du Grand règne, l’apogée de la Guerre de Course, t. 6, Paris, Plon, 1932, 674 p. (lire en ligne)